# Nycerella aprica
Nycerella aprica är en spindelart som först beskrevs av Peckham, Peckham 1896.  Nycerella aprica ingår i släktet Nycerella och familjen hoppspindlar. Inga underarter finns listade i Catalogue of Life.